# Eparchie sumská
Eparchie Sumy je eparchie ukrajinské pravoslavné církve Moskevského patriarchátu.

## Území a titul biskupa
Zahrnuje správní hranice území Ochtyrského, Bilopillského, Velykopysarivského, Krasnopillského, Lebedynského, Sumského Trosťaneckého rajónu Sumské oblasti.
Eparchiálnímu biskupovi náleží titul biskup sumský a ochtyrský.

## Historie
Roku 1867 byl zřízen sumský vikariát charkovské eparchie.
Eparchie byla zřízena Svatým synodem v únoru roku 1945.

## Seznam biskupů

### Sumský vikariát charkovské eparchie
- 1867–1872 German (Oseckij)
- 1872–1883 Veniamin (Platonov)
- 1883–1886 Gennadij (Levyckyj)
- 1887–1889 Petr (Losev)
- 1890–1892 Vladimir (Šimkovič)
- 1893–1895 Ioann (Kratirov)
- 1895–1899 Petr (Drugov)
- 1899–1901 Innokentij (Beljajev)
- 1902–1904 Stefan (Archangelskij)
- 1904–1905 Olexij (Dorodnicyn)
- 1905–1909 Jevgenij (Berežkov)
- 1909–1911 Vasilij (Bogojavlenskij) svatořečený mučedník
- 1911–1916 Feodor (Lebeděv)
- 1916–1920 Mitrofan (Abramov)
- 1921–1922 Kornilij (Popov)
- 1924–1927 Kostjantyn (Djakov) svatořečený mučedník
- 1934–1937 Vjačeslav (Škurko)
- 1943–1945 Kornilij (Popov)

### Eparchie sumská
- 1945–1945 Kornilij (Popov)
- 1945–1951 Ilarion (Prochorov)
- 1951–1958 Jevstratij (Podolskyj)
- 1958–1959 Ioasaf (Leljuchin)
  - 1955–1989 správci černihivští biskupové
- 1989–1993 Nykanor (Juchymjuk)
- 1993–1995 Varfolomij (Vaščuk)
- 1995–1999 Ionafan (Jeleckich)
- 1999–2005 Jov (Smakouz)
- 2005–2007 Mark (Petrovcij)
- 2007–2008 Ilarij (Šyškivskyj)
- 2008–2008 Ioan (Siopko)
- od 2008 Jevlohij (Hutčenko)